# Alchemilla pseudotranscaucasica
Alchemilla pseudotranscaucasica es una especie de planta del género Alchemilla, perteneciente a la familia Rosaceae.

## Taxonomía
Alchemilla pseudotranscaucasica fue descrita por Czkalov en 2021.

## Distribución
Se encuentra en el territorio de Transcaucasia.